# L'importante è che tu sia infelice
L'importante è che tu sia infelice è un libro di Antonello Venditti, pubblicato per Arnoldo Mondadori Editore il 6 ottobre 2009.
Si tratta di un racconto in chiave autobiografica iniziato a scrivere dal cantautore romano dopo la morte della madre, Wanda Sicardi.
Il titolo è una frase che lo stesso Venditti si sentiva spesso dire dalla madre, con la quale ha avuto un rapporto difficile se non proprio conflittuale. Anche in passato l'artista aveva fatto riferimento alla circostanza.
Il senso dello scritto è riassunto nelle parole stesse di Venditti:
Non l'avrei mai scritto, questo libro, se lei [si riferisce alla madre] non fosse morta. Mi ha lasciato un baule pieno dei suoi diari, che non ho il coraggio di aprire, perché temo di scoprirvi una persona diversa da quella che non mi ha mai riservato una buona parola. Voleva controllarmi in ogni mossa, sperava nei miei fallimenti, nella fine delle mie storie con le donne. Non mi ha mai detto che una mia canzone fosse bella. Due anni fa, quando è scomparsa, ho venduto la casa dei miei genitori. Devo alla durezza di Wanda la mia rivendicazione della libertà, il percorso fatto per cercare me stesso. Forse la mia voce è la sua. Quando mi rileggo mi scopro a pensare di me stesso: "lui scrive"...»